# Голос. Дети (Россия, сезон 9)
Девятый сезон телевизионного шоу «Голос. Дети» транслировался на российском «Первом канале» в период с 18 февраля по 29 апреля 2022 года. Наставниками в этом сезоне стали Баста, Полина Гагарина и Егор Крид.

## Ведущие
Дмитрий Нагиев и Агата Муцениеце остались ведущими проекта.

Ведущие сезона
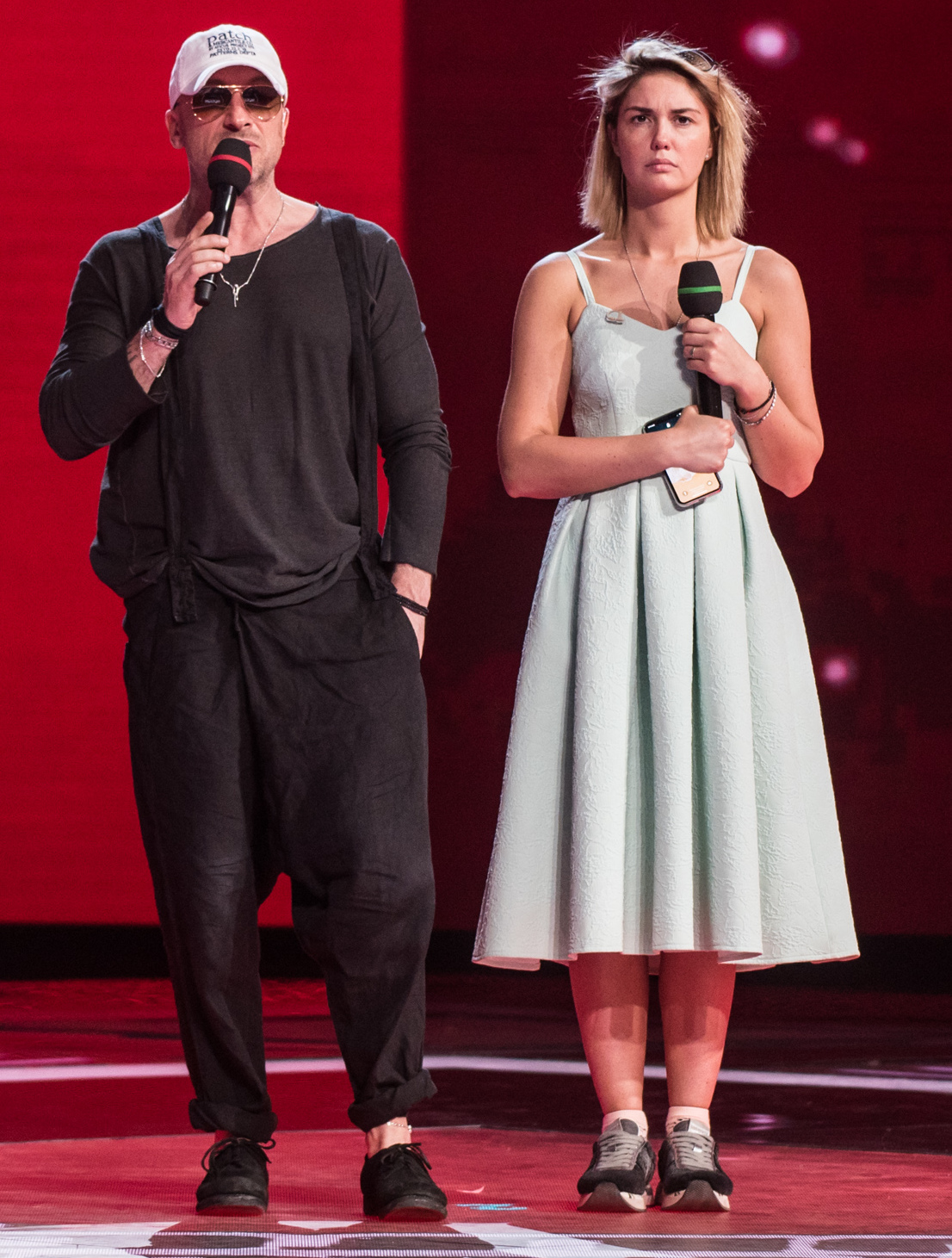
Дмитрий Нагиев и Агата Муцениеце

## Наставники

Наставники сезона
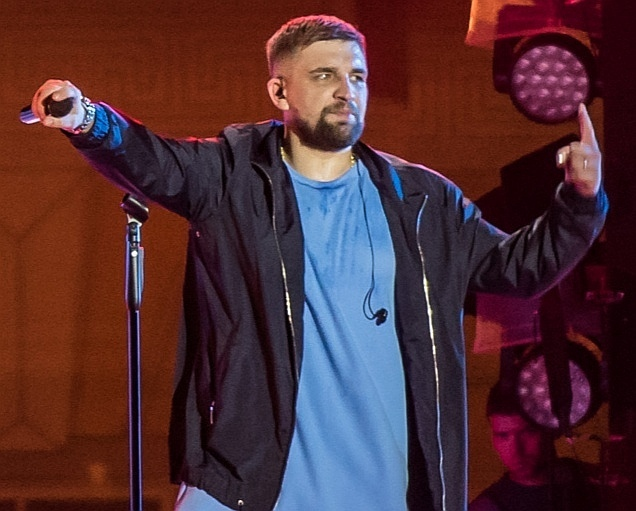
Баста
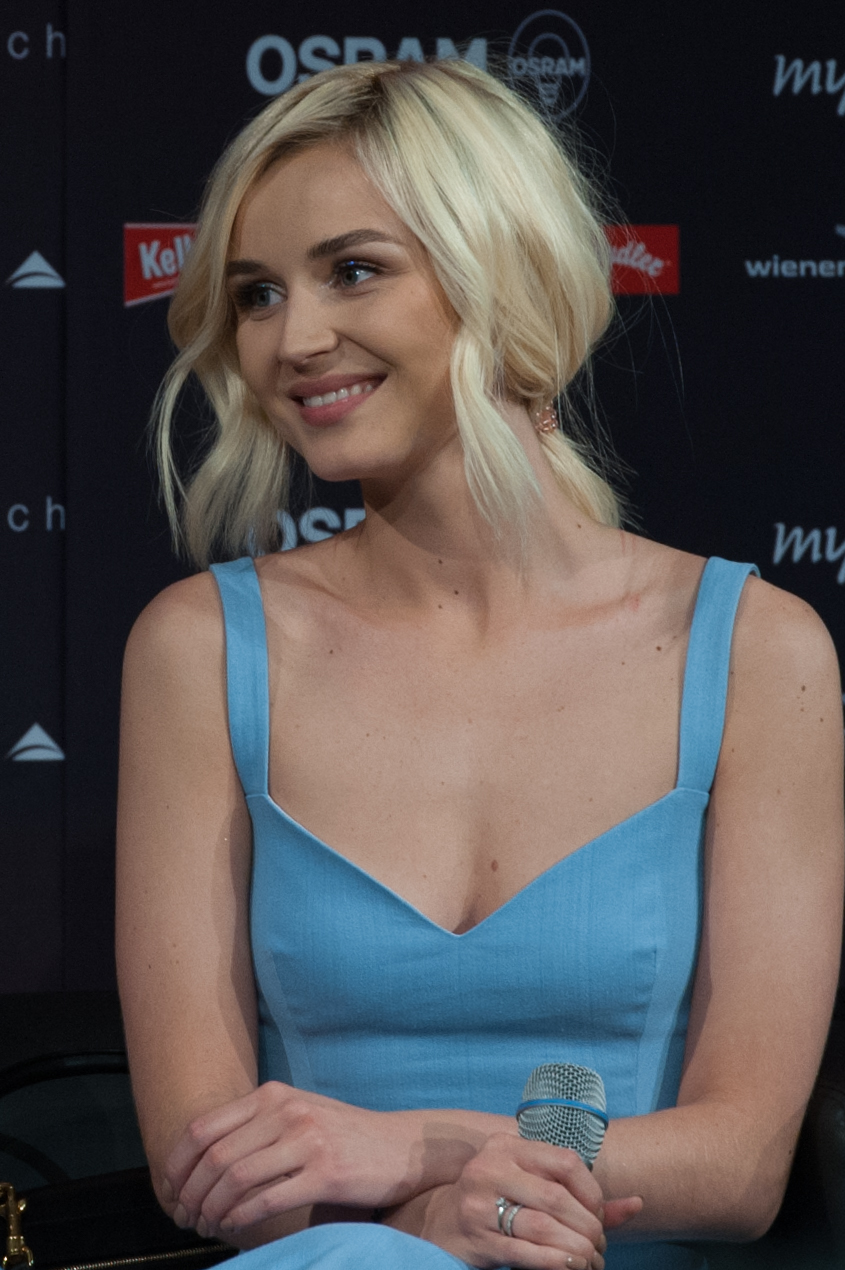
Полина Гагарина
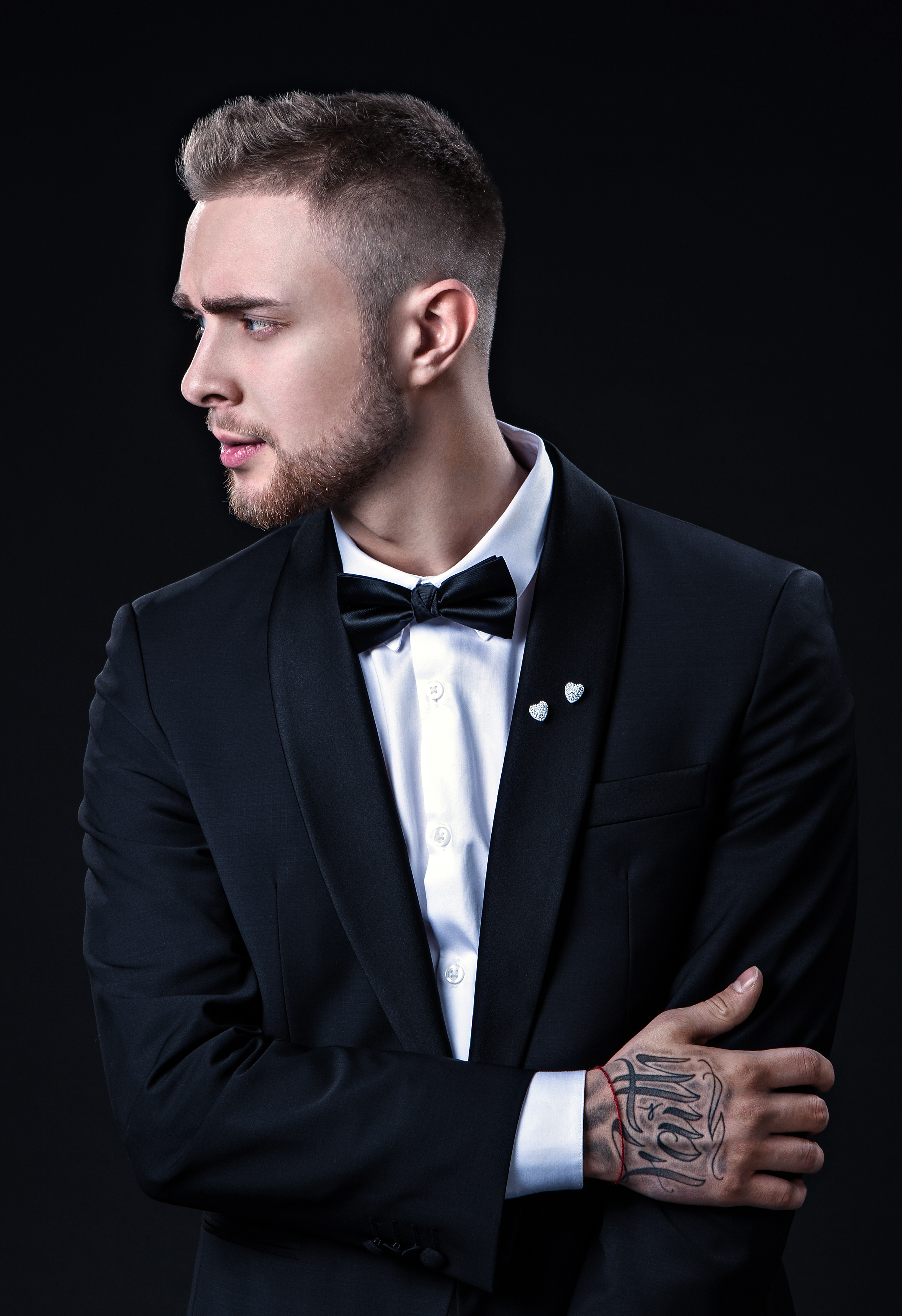
Егор Крид

- Баста — рэп-исполнитель, композитор, продюсер.
- Полина Гагарина — российская певица, композитор, победительница второго сезона проекта «Фабрика звёзд», представительница России на песенном конкурсе «Евровидение-2015», где заняла 2-е место.
- Егор Крид — российский певец, автор песен, актёр.

## Команды
| - Победитель - Второе место - Третье место | - Выбыл в финале - Выбыл в дополнительном этапе - Выбыл в поединках |

| Баста | София Олареско   | Елисей Касич      | Ксения Канн        | Ева Левчук          | Анастасия Ламберти   |
| Баста | София Кирсенко   | Владимир Оганесян | Полина Етчик       | Даниил Аникин       | Майя Мидзуно         |
| Баста | Владимир Сорокин | Мария Гулевич     | Давид Нуриджанян   | Мария Романова      | Мирон Луженский      |
| Полина Гагарина | Сагын Омирбайулы | Малика Тайгибова  | Анастасия Чумакова | Анастасия Комарова  | Николь Короли        |
| Полина Гагарина | Даниил Бойко     | Милана Кушхова    | Анна Сухая         | Лев Пашин           | Марианна Пирумова    |
| Полина Гагарина | Идар Коцев       | Анисия Низовцева  | Адель Старостина   | Станислав Ткачёнок  | Вадим Климович       |
| Егор Крид | Аделия Загребина | Фёдор Сорокин     | Шамиль Ибадов      | Василиса Царская    | Елизавета Дименина   |
| Егор Крид | Ралина Ибраева   | Владислав Груздов | Эрик Антонян       | Анастасия Ячменкина | Еванжелика Батаршина |
| Егор Крид | Алиса Винникова  | Марта Капелюш     | Тимур Тян          | Ульяна Петросян     | Софья Соколова       |
| Курсивом выделены участники, выбывшие на этапе «Песня на вылет», но продолжившие участие в «Дополнительном этапе» и прошедшие в Финал. |                  |                   |                    |                     |                      |

## Слепые прослушивания

### Выпуск № 1: Слепые прослушивания. 1-я неделя
Выпуск вышел в эфир 18 февраля 2022 года. В начале выпуска наставники проекта Баста, Полина Гагарина и Егор Крид исполнили песню «Let’s Get It Started» группы The Black Eyed Peas.
| № | Исполнитель                                                               | Песня                                                                | Выбор участников и наставников | Выбор участников и наставников | Выбор участников и наставников |
| № | Исполнитель                                                               | Песня                                                                | Баста                          | Гагарина                       | Крид                           |
| - | ------------------------------------------------------------------------- | -------------------------------------------------------------------- | ------------------------------ | ------------------------------ | ------------------------------ |
| 1 | Анна Сухая (7 лет, Минск, Беларусь )                                      | «Звенит январская вьюга» (Александр Зацепин / Леонид Дербенёв)       | —                              |                                | —                              |
| 2 | Малика Тайгибова (11 лет, Сочи, Краснодарский край)                       | «Listen» (Генри Кригер / Скотт Катлер / Энн Превен / Бейонсе Ноулз)  |                                |                                |                                |
| 3 | Даниил Ермолаев (9 лет, Владимир)                                         | «Не валяй дурака, Америка!» (Игорь Матвиенко / Александр Шаганов)    | —                              | —                              | —                              |
| 4 | Еванжелика Батаршина (13 лет, Маврикий )                                  | «Unstoppable» (Кристофер Брейд / Сиа Ферлёр)                         |                                |                                |                                |
| 5 | Даниил Бойко (11 лет, Москва)                                             | «Ave Maria» (Джулио Каччини)                                         | —                              |                                |                                |
| 6 | София Олареско (11 лет, Сургут, Ханты-Мансийский автономный округ — Югра) | «Эх, сапожки» (музыка и слова народные)                              |                                | —                              | —                              |
| 7 | Лев Пашин (12 лет, Челябинск)                                             | «It’s a Man’s Man’s Man’s World» (Джеймс Браун / Бетти Джини Ньюсом) | —                              |                                | —                              |
| 8 | Варвара Терёхина (7 лет, Санкт-Петербург)                                 | «Папа купил автомобиль» (Алла Пугачёва / Олег Милявский)             | —                              | —                              | —                              |
| 9 | Владимир Оганесян (12 лет, Ереван, Армения )                              | «Human» (Джейми Хартман / Рори Грэм)                                 |                                | —                              | —                              |

### Выпуск № 2: Слепые прослушивания. 2-я неделя
Выпуск вышел в эфир 25 февраля 2022 года.
| № | Исполнитель                                             | Песня                                                                                      | Выбор участников и наставников | Выбор участников и наставников | Выбор участников и наставников |
| № | Исполнитель                                             | Песня                                                                                      | Баста                          | Гагарина                       | Крид                           |
| - | ------------------------------------------------------- | ------------------------------------------------------------------------------------------ | ------------------------------ | ------------------------------ | ------------------------------ |
| 1 | Вадим Климович (10 лет, Новомосковск, Тульская область) | «Белая ночь» (Александр Морозов / Сергей Романов)                                          |                                |                                |                                |
| 2 | Софья Соколова (11 лет, Санкт-Петербург)                | «Nah Neh Nah» (Даниэлла Сховартс / Дирк Схауфс / Жан-Мишель Гилен / Уна Балф)              | —                              | —                              |                                |
| 3 | Владислав Ковальчук (13 лет, Брест, Беларусь )          | «Любимка» (Данил Прытков / Андрей Попов)                                                   | —                              | —                              | —                              |
| 4 | Милана Кушхова (9 лет, Нарткала, Кабардино-Балкария)    | «Гагарин, я вас любила» (Максим Кучеренко / Владимир Ткаченко)                             |                                |                                |                                |
| 5 | Эмилия Кацегорова (11 лет, Москва)                      | «Haunted Heart» (Кристина Агилера / Антонина Армато / Тим Джеймс)                          | —                              | —                              | —                              |
| 6 | Владимир Сорокин (8 лет, Троицк, Московская область)    | «Эти глаза напротив» (Давид Тухманов / Татьяна Сашко)                                      |                                |                                | —                              |
| 7 | Мария Гулевич (12 лет, Минск, Беларусь )                | «What’s Up?» (Линда Перри)                                                                 |                                | —                              | —                              |
| 8 | Анна Ординарцева (7 лет, Москва)                        | «Весеннее танго» (Людмила Иванова / Валерий Миляев / Сергей Никитин)                       | —                              | —                              | —                              |
| 9 | Шамиль Ибадов (12 лет, Дербент, Республика Дагестан)    | «Adagio» (Томазо Альбинони / Лара Крокарт / Ремо Джадзотто / Дэйв Пиккелл / Эрик Влеминкс) | —                              | —                              |                                |

### Выпуск № 3: Слепые прослушивания. 3-я неделя
Выпуск вышел в эфир 5 марта 2022 года.
| № | Исполнитель                                             | Песня                                                                                                 | Выбор участников и наставников | Выбор участников и наставников | Выбор участников и наставников |
| № | Исполнитель                                             | Песня                                                                                                 | Баста                          | Гагарина                       | Крид                           |
| - | ------------------------------------------------------- | --- | ------------------------------ | ------------------------------ | ------------------------------ |
| 1 | Станислав Ткачёнок (10 лет, Могилёв, Беларусь )         | «Тройка мчится, тройка скачет» (Павел Булахов / Пётр Вяземский)                                       | —                              |                                | —                              |
| 2 | Василиса Царская (9 лет, Подольск, Московская область)  | «What About Us» (Алиша Мур / Стив Маккатчен / Джонни Макдэйд)                                         | —                              | —                              |                                |
| 3 | Владислав Груздов (13 лет, Борисов, Беларусь )          | «Салют, Вера!» (Константин Меладзе)                                                                   |                                |                                |                                |
| 4 | Софья Одикадзе (13 лет, Батайск, Ростовская область)    | «Cheek to Cheek» (Ирвинг Берлин)                                                                      | —                              | —                              | —                              |
| 5 | Аделия Загребина (8 лет, Нижний Новгород)               | «Rolling in the Deep» (Адель Адкинс / Пол Эпуорт)                                                     |                                |                                |                                |
| 6 | Константин Русановский (8 лет, Москва)                  | «Генералы песчаных карьеров» (Доривал Каимми / Юрий Цейтлин)                                          | —                              | —                              | —                              |
| 7 | Анастасия Ламберти (14 лет, Москва)                     | «Anyone» (Деми Ловато / Бадрия Бурелли / Джей Мунси / Дайон Александер / Сэм Роман / Эйлар Мирзазаде) |                                |                                |                                |
| 8 | Марта Капелюш (11 лет, Москва)                          | «Оставь меня одну» (Валерия Яскевич)                                                                  | —                              | —                              |                                |
| 9 | Давид Нуриджанян (14 лет, Подольск, Московская область) | «Historia de un amor» (Карлос Элета Альмаран)                                                         |                                | —                              | —                              |

### Выпуск № 4: Слепые прослушивания. 4-я неделя
Выпуск вышел в эфир 8 марта 2022 года.
| № | Исполнитель                                            | Песня                                                                                      | Выбор участников и наставников | Выбор участников и наставников | Выбор участников и наставников |
| № | Исполнитель                                            | Песня                                                                                      | Баста                          | Гагарина                       | Крид                           |
| - | ------------------------------------------------------ | ------------------------------------------------------------------------------------------ | ------------------------------ | ------------------------------ | ------------------------------ |
| 1 | Ралина Ибраева (10 лет, Казань, Республика Татарстан)  | «Самая лучшая» (Леонид Агутин)                                                             | —                              | —                              |                                |
| 2 | Ксения Канн (13 лет, Москва)                           | «Je t’aime» (Лара Крокарт / Эрик Влеминкс)                                                 |                                |                                |                                |
| 3 | Аким Акбергенов (9 лет, Москва)                        | «Шёл казак на побывку домой» (Марк Фрадкин / Анатолий Софронов)                            | —                              | —                              | —                              |
| 4 | Николь Короли (14 лет, Москва)                         | «Rise Like a Phoenix» (Джулиан Маас / Чарли Мэйсон / Александер Зуцковски / Робин Груберт) |                                |                                |                                |
| 5 | Идар Коцев (10 лет, Нальчик, Кабардино-Балкария)       | «Ария Неморино из оперы Любовный напиток» (Гаэтано Доницетти / Феличе Романи)              | —                              |                                | —                              |
| 6 | Тимофей Ратнер (10 лет, Челябинск)                     | «Isn't She Lovely» (Стиви Уандер)                                                          | —                              | —                              | —                              |
| 7 | Алиса Маринкевич (8 лет, Москва)                       | «Мир без любимого» (Юрий Энтин / Александр Зацепин)                                        | —                              | —                              | —                              |
| 8 | Даниил Аникин (12 лет, Москва)                         | «Летний дождь» (Леонид Агутин)                                                             |                                |                                |                                |
| 9 | Алиса Винникова (10 лет, Подольск, Московская область) | «Something’s Got a Hold on Me» (Этта Джеймс / Лерой Кирклэнд / Пёрл Вудс)                  | —                              | —                              |                                |

### Выпуск № 5: Слепые прослушивания. 5-я неделя
Выпуск вышел в эфир 11 марта 2022 года.
| № | Исполнитель                                             | Песня | Выбор участников и наставников | Выбор участников и наставников | Выбор участников и наставников |
| № | Исполнитель                                             | Песня | Баста                          | Гагарина                       | Крид                           |
| - | ------------------------------------------------------- | --- | ------------------------------ | ------------------------------ | ------------------------------ |
| 1 | Анастасия Чумакова (9 лет, Кинешма, Ивановская область) | «Оставайся, мальчик, с нами» (Роберт Амирханян / Роберт Саакянц)                                                                                                | —                              |                                | —                              |
| 2 | Сагын Омирбайулы (11 лет, Шымкент, Казахстан )          | «Скажите, девушки, подружке вашей» (Родольфо Фальво / Энцо Фуско / Михаил Улицкий)                                                                              |                                |                                | —                              |
| 3 | София Кныш (9 лет, Санкт-Петербург)                     | «I Want to Break Free» (Джон Дикон) | —                              | —                              | —                              |
| 4 | Елисей Касич (12 лет, Минск, Беларусь )                 | «Целый свет со мной» / «You Raise Me Up» (Брендон Грэхам / Рольф Лёвленд / Леонид Прончак)                                                                      |                                |                                |                                |
| 5 | Полина Етчик (12 лет, Москва)                           | «Kings & Queens» (Аманда Коци / Бретт Маклафлин / Джон Барретт / Хиллари Бернштейн / Джейк Эриксон / Мэдисон Лав / Генри Уолтер / Надир Хаят / Мимоза Блинссон) |                                | —                              | —                              |
| 6 | Андрей Борисов (11 лет, Москва)                         | «Ты далеко» (Владимир Кристовский) | —                              | —                              | —                              |
| 7 | Ульяна Петросян (10 лет, Сочи, Краснодарский край)      | «Counting Stars» (Райан Теддер) |                                |                                |                                |
| 8 | Валерия Шевченко (9 лет, Москва)                        | «Бегу к тебе» (Грег Уэллс / Шелли Пейкен / Байгали Серкебаев / Еркеш Шакеев)                                                                                    | —                              | —                              | —                              |
| 9 | Эрик Антонян (15 лет, Лондон, Великобритания )          | «Someone You Loved» (Льюис Капальди / Сэм Роман / Том Барнс / Пит Келлехер / Бенджамин Кон)                                                                     | —                              | —                              |                                |

### Выпуск № 6: Слепые прослушивания. 6-я неделя
Выпуск вышел в эфир 18 марта 2022 года.
| № | Исполнитель                                                | Песня                                                                                                  | Выбор участников и наставников | Выбор участников и наставников | Выбор участников и наставников |
| № | Исполнитель                                                | Песня                                                                                                  | Баста                          | Гагарина                       | Крид                           |
| - | ---------------------------------------------------------- | --- | ------------------------------ | ------------------------------ | ------------------------------ |
| 1 | Марианна Пирумова (10 лет, Москва)                         | «All of Me» (Джеральд Маркс / Сеймур Саймонс)                                                          |                                |                                |                                |
| 2 | Фёдор Сорокин (11 лет, Москва)                             | «Беспечный ангел» (Барри Хэй / Джордж Койманс / Маргарита Пушкина)                                     | —                              | —                              |                                |
| 3 | Михаил Зотов (10 лет, Челябинск)                           | «Будет светло» (Михаил Бублик)                                                                         | —                              | —                              | —                              |
| 4 | Динара Бултакова (10 лет, п. Боровский, Тюменская область) | «Песня царевны Забавы» (Максим Дунаевский / Юрий Энтин)                                                | —                              | —                              | —                              |
| 5 | Ева Левчук (14 лет, Москва)                                | «Apres moi» (Регина Спектор / Борис Пастернак)                                                         |                                |                                |                                |
| 6 | Мария Романова (8 лет, Москва)                             | «History Repeating» (Алекс Гиффорд)                                                                    |                                | —                              | —                              |
| 7 | Иван Басков (11 лет, Москва)                               | «Танго «Магнолия»» (Александр Вертинский)                                                              | —                              | —                              | —                              |
| 8 | София Кирсенко (13 лет, Симферополь, Украина )             | «Ой у вишневому саду» (музыка и слова народные)                                                        |                                | —                              | —                              |
| 9 | Елизавета Дименина (12 лет, Новосибирск)                   | «Blinding Lights» (Мартин Сандберг / Ахмад Бальше / Джейсон Куиннвилль / Оскар Холтер / Эйбел Тасфайе) | —                              | —                              |                                |

### Выпуск № 7: Слепые прослушивания. 7-я неделя
Выпуск вышел в эфир 25 марта 2022 года.
| №  | Исполнитель                                                               | Песня                                                                                | Выбор участников и наставников | Выбор участников и наставников | Выбор участников и наставников |
| №  | Исполнитель                                                               | Песня                                                                                | Баста                          | Гагарина                       | Крид                           |
| -- | ------------------------------------------------------------------------- | ------------------------------------------------------------------------------------ | ------------------------------ | ------------------------------ | ------------------------------ |
| 1  | Майя Мидзуно (13 лет, Хабаровск)                                          | «Каникулы любви» (Хироси Миягава / Токико Иватани / Леонид Дербенёв)                 |                                | —                              | —                              |
| 2  | Эльдар Тазетдинов (8 лет, Казань, Республика Татарстан)                   | «Молодёжная» (Исаак Дунаевский / Василий Лебедев-Кумач)                              | —                              | —                              | —                              |
| 3  | Анисия Низовцева (10 лет, Самара)                                         | «Listen to Your Heart» (Пер Гессле / Мэтс Перссон)                                   |                                |                                | —                              |
| 4  | Тимур Тян (14 лет, Кызылорда, Казахстан )                                 | «Как молоды мы были» (Александра Пахмутова / Николай Добронравов)                    | —                              | —                              |                                |
| 5  | Адель Старостина (7 лет, Москва)                                          | «Queen of the Night» (Кеннетт Эдмондс / Уитни Хьюстон / Антонио Рид / Дэрил Симмонс) | —                              |                                | —                              |
| 6  | Анастасия Комарова (10 лет, Москва)                                       | «Мыслепад» (Марк Лукашев)                                                            |                                |                                |                                |
| 7  | Адриана Лозадо-Устинова (11 лет, ш. Мэриленд, Соединенные Штаты Америки ) | «Выше облаков» (Тина Кароль / Михаил Некрасов)                                       | —                              | Полная команда                 | —                              |
| 8  | Мирон Луженский (8 лет, д. Гребнево, Московская область)                  | «I Can’t Dance» (Фил Коллинз / Майк Резерфорд / Тони Бэнкс)                          |                                | Полная команда                 | —                              |
| 9  | Мария Молькова (13 лет, Казань, Республика Татарстан)                     | «Три белых коня» (Евгений Крылатов / Леонид Дербенёв)                                | Полная команда                 | Полная команда                 | —                              |
| 10 | Анастасия Ячменкина (12 лет, Рига, Латвия )                               | «My All» (Мэрайя Кэри / Уолтер Афанасьефф)                                           | Полная команда                 | Полная команда                 |                                |

## Поединки и Песня на вылет

### Выпуск № 8: «Поединки» и «Песня на вылет». Команда Полины Гагариной
Выпуск вышел в эфир 1 апреля 2022 года.

#### Поединки
| № | Победитель         | Песня                                                                       | Проигравшие       | Проигравшие        |
| - | ------------------ | --------------------------------------------------------------------------- | ----------------- | ------------------ |
| 1 | Анастасия Чумакова | «Mickey» (Майк Чепман / Никки Чинн)                                         | Анна Сухая        | Адель Старостина   |
| 2 | Николь Короли      | «Мечтатели» (Алексей Романоф / Александр Ковалёв)                           | Марианна Пирумова | Вадим Климович     |
| 3 | Анастасия Комарова | «Ты горишь как огонь» (Артём Готлиб)                                        | Лев Пашин         | Станислав Ткачёнок |
| 4 | Малика Тайгибова   | «Вою на Луну» / «Порушка-Параня» (Нюша Шурочкина / музыка и слова народные) | Милана Кушхова    | Анисия Низовцева   |
| 5 | Сагын Омирбайулы   | «Luna» (Романо Мусумарра / Джорджио Пинтус)                                 | Даниил Бойко      | Идар Коцев         |

#### Песня на вылет
| № | Участник           | Песня                                                                                      | Результат                    |
| - | ------------------ | ------------------------------------------------------------------------------------------ | ---------------------------- |
| 1 | Анастасия Чумакова | «Оставайся, мальчик, с нами» (Роберт Амирханян / Роберт Саакянц)                           | Прошла в дополнительный этап |
| 2 | Николь Короли      | «Rise Like a Phoenix» (Джулиан Маас / Чарли Мэйсон / Александер Зуцковски / Робин Груберт) | Прошла в дополнительный этап |
| 3 | Анастасия Комарова | «Мыслепад» (Марк Лукашев)                                                                  | Прошла в дополнительный этап |
| 4 | Малика Тайгибова   | «Listen» (Генри Кригер / Скотт Катлер / Энн Превен / Бейонсе Ноулз)                        | Прошла в финал               |
| 5 | Сагын Омирбайулы   | «Скажите, девушки, подружке вашей» (Родольфо Фальво / Энцо Фуско / Михаил Улицкий)         | Прошёл в финал               |

### Выпуск № 9 «Поединки» и «Песня на вылет». Команда Басты
Выпуск вышел в эфир 8 апреля 2022 года.

#### Поединки
| № | Победитель         | Песня                                                                                                  | Проигравшие       | Проигравшие      |
| - | ------------------ | --- | ----------------- | ---------------- |
| 1 | Анастасия Ламберти | «Парабола» (Матвей Мельников / Кирилл Ермаков)                                                         | Майя Мидзуно      | Мирон Луженский  |
| 2 | София Олареско     | «Видели ночь» (Виктор Цой / Михай Гынку / Святослав Старуш / Андрей Чеботарь / Роман Ягупов)           | София Кирсенко    | Владимир Сорокин |
| 3 | Ксения Канн        | «Только» (Нюша Шурочкина)                                                                              | Полина Етчик      | Давид Нуриджанян |
| 4 | Ева Левчук         | «Time After Time» (Синди Лопер / Роб Хьюмен)                                                           | Даниил Аникин     | Мария Романова   |
| 5 | Елисей Касич       | «I Still Haven’t Found What I’m Looking For» (Адам Клейтон / Пол Хьюсон / Лоренс Маллен / Дэвид Эванс) | Владимир Оганесян | Мария Гулевич    |

#### Песня на вылет
| № | Участник           | Песня                                                                                                 | Результат                    |
| - | ------------------ | --- | ---------------------------- |
| 1 | Анастасия Ламберти | «Anyone» (Деми Ловато / Бадрия Бурелли / Джей Мунси / Дайон Александер / Сэм Роман / Эйлар Мирзазаде) | Прошла в дополнительный этап |
| 2 | София Олареско     | «Эх, сапожки» (музыка и слова народные)                                                               | Прошла в дополнительный этап |
| 3 | Ксения Канн        | «Je t’aime» (Лара Крокарт / Эрик Влеминкс)                                                            | Прошла в финал               |
| 4 | Ева Левчук         | «Apres moi» (Регина Спектор / Борис Пастернак)                                                        | Прошла в дополнительный этап |
| 5 | Елисей Касич       | «Целый свет со мной» / «You Raise Me Up» (Брендон Грэхам / Рольф Лёвленд / Леонид Прончак)            | Прошёл в финал               |

### Выпуск № 10 «Поединки» и «Песня на вылет». Команда Егора Крида
Выпуск вышел в эфир 15 апреля 2022 года.

#### Поединки
| № | Победитель         | Песня | Проигравшие          | Проигравшие     |
| - | ------------------ | --- | -------------------- | --------------- |
| 1 | Елизавета Дименина | «Sk8er Boi» (Аврил Лавин / Лорен Кристи / Грэм Эдвардс / Скотт Альспах)                                                                                         | Еванжелика Батаршина | Софья Соколова  |
| 2 | Фёдор Сорокин      | «Берегу» (Егор Булаткин / Михаил Решетняк) | Владислав Груздов    | Марта Капелюш   |
| 3 | Шамиль Ибадов      | «Lonely» (Финнеас О'Коннелл / Бенджамин Левин / Джастин Бибер)                                                                                                  | Эрик Антонян         | Тимур Тян       |
| 4 | Аделия Загребина   | «Ghostbusters» / «Bad» (Рей Паркер / Майкл Джексон) | Ралина Ибраева       | Алиса Винникова |
| 5 | Василиса Царская   | «Полчаса» / «Отпускаю» (Иван Шаповалов-Поднебесный / Валерий Полиенко / Сергей Галоян / Алсу Ишметова / Марина Максимова / Егор Булаткин / Александр Брашовеан) | Анастасия Ячменкина  | Ульяна Петросян |

#### Песня на вылет
| № | Участник           | Песня                                                                                                  | Результат                    |
| - | ------------------ | --- | ---------------------------- |
| 1 | Елизавета Дименина | «Blinding Lights» (Мартин Сандберг / Ахмад Бальше / Джейсон Куиннвилль / Оскар Холтер / Эйбел Тасфайе) | Прошла в дополнительный этап |
| 2 | Фёдор Сорокин      | «Беспечный ангел» (Барри Хэй / Джордж Койманс / Маргарита Пушкина)                                     | Прошёл в дополнительный этап |
| 3 | Шамиль Ибадов      | «Adagio» (Томазо Альбинони / Лара Крокарт / Ремо Джадзотто / Дэйв Пиккелл / Эрик Влеминкс)             | Прошёл в финал               |
| 4 | Аделия Загребина   | «Rolling in the Deep» (Адель Эдкинс / Пол Эпуорт)                                                      | Прошла в финал               |
| 5 | Василиса Царская   | «What About Us» (Алиша Мур / Стив Маккатчен / Джонни Макдэйд)                                          | Прошла в дополнительный этап |

## Дополнительный этап

### Выпуск № 11: Дополнительный этап
Выпуск вышел в прямом эфире в пятницу 22 апреля 2022 года.
| — Участник прошёл в финал |
| — Участник покинул проект |

| Выпуск                | Наставник       | № | Участник           | Песня | Голоса зрителей | Итог           |
| Выпуск 11 (22 апреля) |                 |   |                    | |                 |                |
| --------------------- | --------------- | - | ------------------ | --- | --------------- | -------------- |
| Выпуск 11 (22 апреля) | Баста           | 1 | София Олареско     | «Барыня» / «Diamonds» (музыка и слова народные / Сиа Ферлёр / Бенджамин Левин / Миккел Эриксен / Тор Хермансен) | 49,4%           | Прошла в Финал |
| Выпуск 11 (22 апреля) | Баста           | 2 | Анастасия Ламберти | «Grande amore» (Франческо Бочча / Чиро Эспозито)                                                                | 18,8%           | Выбыла         |
| Выпуск 11 (22 апреля) | Баста           | 3 | Ева Левчук         | «Easy on Me» (Грег Кёрстин / Адель Адкинс)                                                                      | 31,8%           | Выбыла         |
| Выпуск 11 (22 апреля) | Полина Гагарина | 4 | Анастасия Чумакова | «Маэстро» (Раймонд Паулс / Илья Резник)                                                                         | 44,5%           | Прошла в Финал |
| Выпуск 11 (22 апреля) | Полина Гагарина | 5 | Анастасия Комарова | «Wrecking Ball» (Лукаш Готвальд / Морин Макдональд / Стефан Моччио / Саша Скарбек / Генри Уолтер)               | 27,8%           | Выбыла         |
| Выпуск 11 (22 апреля) | Полина Гагарина | 6 | Николь Короли      | «Любовь, похожая на сон» (Игорь Крутой / Валерия Горбачёва)                                                     | 27,7%           | Выбыла         |
| Выпуск 11 (22 апреля) | Егор Крид       | 7 | Елизавета Дименина | «Облетают последние маки» (Андрей Петров / Николай Заболоцкий)                                                  | 9,1%            | Выбыла         |
| Выпуск 11 (22 апреля) | Егор Крид       | 8 | Фёдор Сорокин      | «Смерть Констанции» (Максим Дунаевский / Юрий Ряшенцев)                                                         | 71,4%           | Прошёл в Финал |
| Выпуск 11 (22 апреля) | Егор Крид       | 9 | Василиса Царская   | «Ты на свете есть» (Марк Минков / Леонид Дербенёв)                                                              | 19,5%           | Выбыла         |

## Финал и Суперфинал

### Выпуск № 12: Финал и Суперфинал
Выпуск вышел в прямом эфире в пятницу 29 апреля 2022 года.

#### Финал
| — Участник прошёл в Суперфинал |
| — Участник покинул проект      |

| Выпуск                | Наставник       | № | Участник           | Песня | Голоса зрителей | Итог                |
| Выпуск 12 (29 апреля) |                 |   |                    | |                 |                     |
| --------------------- | --------------- | - | ------------------ | --- | --------------- | ------------------- |
| Выпуск 12 (29 апреля) | Полина Гагарина | 1 | Анастасия Чумакова | «Ленинградский рок-н-ролл» (Евгений Хавтан / Жанна Агузарова)                                               | 20,8%           | Выбыла              |
| Выпуск 12 (29 апреля) | Полина Гагарина | 2 | Малика Тайгибова   | «Chandelier» (Сиа Ферлёр / Джесси Шаткин)                                                                   | 29,8%           | Выбыла              |
| Выпуск 12 (29 апреля) | Полина Гагарина | 3 | Сагын Омирбайулы   | «Очи чёрные» (Евгений Гребёнка / Флориан Герман)                                                            | 49,4%           | Прошёл в Суперфинал |
| Выпуск 12 (29 апреля) | Баста           | 4 | София Олареско     | «Улетай на крыльях ветра...» (Александр Бородин / Владимир Стасов)                                          | 41,3%           | Прошла в Суперфинал |
| Выпуск 12 (29 апреля) | Баста           | 5 | Ксения Канн        | «Я тебя рисую» (Раймонд Паулс / Андрей Дементьев)                                                           | 23%             | Выбыла              |
| Выпуск 12 (29 апреля) | Баста           | 6 | Елисей Касич       | «Беловежская пуща» (Александра Пахмутова / Николай Добронравов)                                             | 35,7%           | Выбыл               |
| Выпуск 12 (29 апреля) | Егор Крид       | 7 | Шамиль Ибадов      | «Арабская ночь» (Бендж Пасек / Ховард Эшман / Джастин Пол / Елена Ставрогина / Сергей Пасов)                | 13%             | Выбыл               |
| Выпуск 12 (29 апреля) | Егор Крид       | 8 | Аделия Загребина   | «Прости за любовь» / «Hurt» (Максим Фадеев / Ирина Секачёва / Марк Ронсон / Кристина Агилера / Линда Перри) | 44,3%           | Прошла в суперфинал |
| Выпуск 12 (29 апреля) | Егор Крид       | 9 | Фёдор Сорокин      | «Lune» (Риккардо Коччанте / Люк Пламондон)                                                                  | 42,7%           | Выбыл               |

#### Суперфинал
| Выпуск                | Наставник       | № | Участник         | Песня                                      | Голоса зрителей | Итог         |
| Выпуск 12 (29 апреля) |                 |   |                  |                                            |                 |              |
| --------------------- | --------------- | - | ---------------- | ------------------------------------------ | --------------- | ------------ |
| Выпуск 12 (29 апреля) | Полина Гагарина | 1 | Сагын Омирбайулы | «Единственная» (Олег Газманов)             | 27,2%           | Третье место |
| Выпуск 12 (29 апреля) | Баста           | 2 | София Олареско   | «По Дону гуляет» (музыка и слова народные) | 32,3%           | Второе место |
| Выпуск 12 (29 апреля) | Егор Крид       | 3 | Аделия Загребина | «Мама» (Валерий Головко / Елена Турова)    | 40,6%           | Победитель   |

| № | Исполнитель                   | Песня |
| - | ----------------------------- | --- |
| 1 | Аделия Загребина (победитель) | «Прости за любовь» / «Hurt» (Максим Фадеев / Ирина Секачёва / Марк Ронсон / Кристина Агилера / Линда Перри) |

## Лучший Наставник сезона
Резyльтаты
| - Лучший Наставник - Второе место - Третье место | - Лучший Наставник выпуска |

| Наставник       | Голосование (по выпускам) | Голосование (по выпускам) | Голосование (по выпускам) | Голосование (по выпускам) | Голосование (по выпускам) | Голосование (по выпускам) | Голосование (по выпускам) | Голосование (по выпускам) | Голосование (по выпускам) | Итог             |
| Наставник       | #1                        | #2                        | #3                        | #4                        | #5                        | #6                        | #7                        | #11                       | Общее                     | Итог             |
| --------------- | ------------------------- | ------------------------- | ------------------------- | ------------------------- | ------------------------- | ------------------------- | ------------------------- | ------------------------- | ------------------------- | ---------------- |
|                 |                           |                           |                           |                           |                           |                           |                           |                           |                           |                  |
| Баста           | 38%                       | 39%                       | 40%                       | 43%                       | 46%                       | 50%                       | 49%                       | 38%                       | 42%                       | Лучший Наставник |
| Полина Гагарина | 39%                       | 43%                       | 38%                       | 40%                       | 38%                       | 32%                       | 33%                       | 29%                       | 37%                       | Второе место     |
| Егор Крид       | 23%                       | 18%                       | 22%                       | 17%                       | 16%                       | 18%                       | 18%                       | 33%                       | 21%                       | Третье место     |

## Рейтинги сезона
| Выпуск | Выпуск                           | Дата показа     | Код выпуска | Время показа (UTC+3) | Аудитория | Аудитория |
| Выпуск | Выпуск                           | Дата показа     | Код выпуска | Время показа (UTC+3) | Рейтинг   | Доля      |
| ------ | -------------------------------- | --------------- | ----------- | -------------------- | --------- | --------- |
| 1      | «Слепые прослушивания. Выпуск 1» | 18 февраля 2022 | 901         | Пятница 21:30        | 4.6       | 17.5%     |
| 2      | «Слепые прослушивания. Выпуск 2» | 25 февраля 2022 | 902         | Пятница 21:30        | 3.7       | 14.7%     |
| 3      | «Слепые прослушивания. Выпуск 3» | 5 марта 2022    | 903         | Суббота 22:00        | 2.8       | 11.7%     |
| 4      | «Слепые прослушивания. Выпуск 4» | 8 марта 2022    | 904         | Вторник 22:00        | 3.1       | 13.1%     |
| 5      | «Слепые прослушивания. Выпуск 5» | 11 марта 2022   | 905         | Пятница 22:00        | 1.6       | 5.6%      |
| 6      | «Слепые прослушивания. Выпуск 6» | 18 марта 2022   | 906         | Пятница 22:00        | 3.2       | 13.9%     |
| 7      | «Слепые прослушивания. Выпуск 7» | 25 марта 2022   | 907         | Пятница 22:00        | 3.3       | 13.6%     |
| 8      | «Поединки. Выпуск 1»             | 1 апреля 2022   | 908         | Пятница 22:00        | 2.6       | 11.6%     |
| 9      | «Поединки. Выпуск 2»             | 8 апреля 2022   | 909         | Пятница 22:00        | 2.9       | 11.9%     |
| 10     | «Поединки. Выпуск 3»             | 15 апреля 2022  | 910         | Пятница 22:00        | 3.1       | 12.9%     |
| 11     | «Дополнительный этап»            | 22 апреля 2022  | 911         | Пятница 21:45        | 3.0       | 12.8%     |
| 12     | «Финал»                          | 29 апреля 2022  | 912         | Пятница 21:45        | 2.9       | 13.6%     |

## Комментарии
1. ↑  Полина Гагарина — лучший Наставник 1-го выпуска.
2. ↑  Полина Гагарина — лучший Наставник 2-го выпуска.
3. ↑  Баста — лучший Наставник 3-го выпуска.
4. ↑  Баста — лучший Наставник 4-го выпуска.
5. ↑  Баста — лучший Наставник 5-го выпуска.
6. ↑  Баста — лучший Наставник 6-го выпуска.
7. ↑  Баста — лучший Наставник 7-го выпуска.
8. ↑  Баста — лучший Наставник 11-го выпуска.